# Everything's Alright
Everything's Alright är en av låtarna från musikalen Jesus Christ Superstar, skriven av Andrew Lloyd Webber och Tim Rice. Det är en av de mest kända låtarna från musikalen, och i filmversionen från 1973 framförs den av Yvonne Elliman. Hon tolkade låten även på det ursprungliga konceptalbumet och släppte den som singel år 1971. Som bäst tog den sig upp till plats 92 på Billboardlistan.
I scenen där låten framförs ska Maria Magdalena - tillsammans med de gifta apostlarnas fruar - försöka trösta Jesus, samtidigt som han och Judas grälar över användandet av dyrbar olja, som enligt Judas borde skänkas till de fattiga. Men Jesus menar att de inte har tillräckliga resurser för att kunna hjälpa alla som befinner sig i fattigdom.

## Cover-versioner
- En version av låten har spelats in av John Farnham, Kate Ceberano och Jon Stevens. Den versionen blev en hit i Australien.